# Markiezaats
Het Markiezaats is het Brabantse streekdialect van het Markiezaat Bergen op Zoom, in het westen van de Nederlandse provincie Noord-Brabant. In de indeling van Belemans en Goossens (2000) worden ook de dialecten van een smalle strook van Oudenbosch tot en met Geertruidenberg bij het Markiezaats gerekend. In de Westhoek (Willemstad en omgeving) spreekt men echter geen Markiezaats maar Westhoeks, een Hollands dialect.
Het Markiezaats behoort met het Baronies (in en rond Breda) en het Antwerps (in brede zin, dat wil zeggen agglomeratie Antwerpen) tot het Noordwest-Brabants. Algemene kenmerken van deze dialectgroep zijn:
- Geen h aan het begin van het woord, in tegenstelling tot bijvoorbeeld het Tilburgs: uis "huis", of  oudoe "houdoe" (Brabantse afscheidsgroet);
- Een ie op veel plaatsen waar men in het Standaardnederlands een i hoort;
- Omkering van de eindcluster sp: weps - "wesp".

Dat men hier zoveel Antwerpse invloed kent komt doordat de baronie Breda en het markiezaat in de beginjaren van de Tachtigjarige Oorlog grotendeels ontvolkt raakten en vervolgens voornamelijk door Antwerpenaren weer gekoloniseerd werden.
Een typisch Markiezaats dialectkenmerk is het ontbreken van umlaut in de Oudgermaanse lange ô. Dientengevolge zegt men groen, zoeke en woest, in plaats van gruun, zuke en wuust. Dit kenmerk neemt men wel als de scheidslijn tussen het Markiezaats en het Baronies. Ten gevolge hiervan is het Markiezaats het Brabantse dialect dat het dichtste bij het Standaardnederlands staat. Een andere eigenaardigheid is de uitspraak van de scherplange ee en oo als stijgende diftongen jee en woo: Brood wordt er niet uitgesproken als broowt, zoals in het Randstadnederlands, niet als broot zoals in onder meer het Baronies, niet als bruût zoals in het Antwerps, maar als brwoot.
In zekere mate zijn er ook verschillen tussen de Markiezaatse dialecten onderling aan te wijzen. Zo spreekt men in het Bergs de Nederlandse aa als aa uit, en niet als ao. In het grensgebied tussen het Baronies en het Markiezaats komen groen en gruun vaak naast elkaar voor.